# Calendari germànic
Els calendaris germànics eren els calendaris regionals utilitzats pels primitius pobles germànics, abans que adoptessin el calendari julià en la baixa Edat Mitjana.
Els pobles germànics tenien les seves pròpies designacions per als mesos les quals variaven segons la regió i el dialecte, aquestes denominacions van ser posteriorment reemplaçades per adaptacions locals dels noms dels mesos romans. Els registres existents dels noms dels mesos en anglès antic i alemany antic es remunten als segles vuitè i novè, respectivament. Els registres més antics dels noms dels mesos en nòrdic antic es remunten al segle tretze. Igual que la majoria dels calendaris premoderns, l'associació utilitzada en la cultura germànica primitiva possiblement va ser lunisolar. El calendari rúnic desenvolupat en la Suècia medieval és luni-solar, fixant el començament de l'any amb la primera lluna plena després del solstici d'hivern.
Els noms dels mesos no coincideixen, per la qual cosa no és possible postular noms d'una etapa en germànic comú, excepte possiblement el nom del mes de la primavera i el de l'hivern, *austr- i *jehul-. Els noms de les estacions són també Germànic comú, *sumaraz, *harbistoz, *wentrus, i així *wēr- "primavera". Les denominacions en germànic comú de "dia", "mes" i "any" eren *dagaz, *mēnō-þ- "Lluna" i *jǣrom. Els dos últims provenen d'arrels protoindoeuropees *em(n)ses-, *iero- mentre que *dagaz és una innovació germànica d'una arrel que significa "que es troba calenta, que crema".
Tàcit en la seva obra Germania (cap. 11) dona algunes dades sobre com els pobles germànics del segle I identificaven als dies. En contrast amb l'ús romà, ells consideraven que el dia començava amb la posta de sol, un sistema que en l'Edat Mitjana va ser conegut sota el nom de "associació florentina". Aquest mateix sistema era utilitzat pels Gals segons es descriu en les Guerres gal·les de Cèsar.
"S'ajuntaven, excepte en cas d'una emergència imprevista, en certs dies fixos, amb la lluna nova o la lluna plena; ja que ells consideraven a aquests els dies més auspiciosos per realitzar transaccions comercials. En lloc de guiar-se pels dies com nosaltres, ells es referien a les nits, d'aquesta manera ells fixaven tant els seus compromisos ordinaris com també els legals. Ells consideren a la nit com l'origen del dia."
D'altra banda el concepte de setmana, va ser adoptat pels romans, cap al segle i, els diferents idiomes germànics van adoptar el sistema grecoromà de nomenar als dies de la setmana segons els planetes clàssics, inserint calcs semàntics per als noms dels planetes, substituent els noms dels déus germànics en un procés denominat interpretatio germanica.

## Noms dels mesos
Probablement els mesos eren pigues. El vocable "mes" correspon a l'anglès antic "mónaþ", nòrdic antic "mánaðr, i alt alemany antic "mánód", igual que el anglès modern "month" (mes), el islandès modern "mánuður", el noruec modern "måned", el suec modern "månad", el neerlandès modern "maand", i l'alemany "monat", els quals són tots derivats de la paraula "moon" (lluna), amb el sufix -th. Aquesta connexió també es dona en diversos altres idiomes indoeuropeus. També el gòtic mēnōþs.
Una de les principals fonts de noms dels mesos en anglès antic són els escrits del Venerable Beda. Ell va deixar constància dels noms dels mesos anglosaxons precristians en la seva obra en llatí coneguda com a De temporum ratione (De mensibus Anglorum), escrit en 725.
Carlemany (r. 768-814) va modificar el calendari julià per utilitzar els noms dels mesos relacionats amb l'agricultura en alt alemany antic a les zones sota el seu domini. Els mateixos es van utilitzar fins al segle xv, i el seu ús va continuar en el dialecte popular fins al segle xix.
| Català (julià romà) [Alemany modern] | Anglès antic / Anglo-Saxó                                                                   | Nòrdic antic                                                                                      | Alt alemany antic (i l'equivalent Alt alemany modern)                                                             | Alemany poètic / Carolingi                                                   |
| ------------------------------------ | ------------------------------------------------------------------------------------------- | ------------------------------------------------------------------------------------------------- | --- | ---------------------------------------------------------------------------- |
| Gener (Ianuarius) [Januar]           | Æftera Jéola (en honor a Yule) o Jiuli                                                      | Mörsugur (Suet-xuclar) o Jól (Yule) (la primera meitat del mes) i Þorri (Thor) (la segona meitat) | Harti-mánód (Alt alemany modern: Härte monat, català: Mes de la gran gelada)                                      | Hartung (Severeness), Eis-mond (Mes del gel), o Schnee-mond (Mes de la neu)  |
| Febrer (Februarius) [Februar]        | Sol-mónaþ (mes Sol) o Fillibrook (Brook-Filling)                                            | Þorri i Gói (Possiblement Hivern); Kyndilsmessa (vés-la/kindle-mass)                              | Hornung (Hornung, Cornamentas, el canvi de les cornamentes)                                                       | Hornung (Horning)                                                            |
| Març (Martius) [März]                | Hréð-mónaþ (és de la deessa Hréð o Mes del salvatge )                                       | Gói i Ein-mánuðr                                                                                  | Lenzin-mánód (Lenz monat, Mes primavera)                                                                          | Lenzing(Primaveral) o Lenz-mond (Mes de la primavera)                        |
| Abril (Aprilis) [April]              | Eostur-mónaþ("Mes de Pasqua", "Mes primavera") (mes denominat en honor de la deessa Eostre) | Ein-mánuðr i Harpa                                                                                | Óstar-mánód (Oster monat) ("Ostern (Mes Pasqua)")                                                                 | Oster-mond (vegeu també: deessa Eostre)                                      |
| Maig (Maius) [Mai]                   | Þrimilki-mónaþ (Mes dels tres munyis)                                                       | Harpa i Skerpla                                                                                   | Drímilki (no existeix equivalent en NHG), Winni-mánód (Wonne monat)                                               | Wonne-mond (Mes del Graze [Interpretació: Mes Blissfulness])                 |
| Juny (Iunius) [Juni]                 | Ærra Líða (Abans del ple estiu)                                                             | Skerpla i Sól-mánuðr (Sol month)                                                                  | Bráh-mánód (Brach monat)                                                                                          | Brachet o Brach-mond (Mes Fallow)                                            |
| (Cap; leap month)                    | Þrilíða (Tercer mig estiu)                                                                  | (cap)                                                                                             | (cap) | (cap)                                                                        |
| Juliol (Quintilis/Iulius) [Juli]     | Æftera Líða (Després de la meitat de l'estiu)                                               | Sól-mánuðr i Heyannir (Mes de Sol, del fenc)                                                      | Hewi-mánód o Hou-mánód (tots dos Heu monat, mes fenc)                                                             | Heuert o Heu-mond (Mes del fenc)                                             |
| Agost (Sextilis/Augustus) [August]   | Weod-mónaþ (Mes de les plantes)                                                             | Heyannir (mes del fenc) i Tvímánuðr (Mes doble)                                                   | Aran-mánód (Ernte monat, Mes de la collita)                                                                       | Ernting o Ernte-mond (Collint, Mes Grans / Mes collita)                      |
| Setembre (September) [September]     | Hálig-mónaþ (Mes sant) o Hærfest-mónaþ (mes de la collita)                                  | Tví-mánuðr i Haust-mánuðr (Mes de la cull/tardor)                                                 | Witu-mánód (Holz monat, Mes de la fusta); o Herbist-m?n?d (Mes de les fulles, Mes de l'herbes, Mes de la collita) | Scheiding (Separating) o Herbst-mond (Mes tardor)                            |
| Octubre (October) [Oktober]          | Winterfylleth (Winterfilled) o Rujern (collita del Rye) o Win-mónaþ (Mes del vi)            | Haust-manuðr i Gor-mánuðr                                                                         | Windume-mánód (Weinlese monat, Mes de la Vintage)                                                                 | Gilbhart / Gilbhard (Bosc groguenc,) o Wein-mond (Mes del vi)                |
| Novembre (November) [November]       | Blót-mónaþ (Mes Blót)                                                                       | Gor-mánuðr i Frer-mánuðr (Mes de la gelada)                                                       | Wintar-mánód (Winter monat)                                                                                       | Nebelung (Fogging) o Nebel-mond (Mes de la boira) o Winter-mond (Mes hivern) |
| Desembre (December) [Dezember]       | Ærra Jéola (Abans de Yule) o Jiuli (Yule)                                                   | Frer-mánuðr i Morsugr or Jól (mes Yule)                                                           | (Jul monat) | Jul-mond (Mes Yule) o Heil-mond (Holy Month) o Christ-mond (Mes de Crist)    |

### Calendari islandès
L'antic calendari islandès ja no s'utilitza, però alguns dies festius anuals encara es calculen a partir d'ell. Posseeix 12 mesos, dividits en dos grups de sis sovint denominats "mesos de l'hivern" i "mesos de l'estiu". El calendari es distingeix perquè els mesos sempre comencen el mateix dia de la setmana en comptes d'en la mateixa data. Per tant, Þorri sempre començava un Divendres entre el 9 i el 15 al gener del calendari julià, Góa sempre comença un Diumenge entre el 8 i el 14 de Febrer del calendari juliano.
- Skammdegi ("Dies curts")

1. Gormánuður (intervinguts d'Octubre - intervinguts de Novembre, "mes de carneig" o "mes de Gór")
2. Ýlir (intervinguts de Novembre - intervinguts de Desembre, "mes Yule")
3. Mörsugur (intervinguts de Desembre - intervinguts de Gener, "mes de xuclar greix")
4. Þorri (intervinguts de Gener - intervinguts de Febrer, "mes de la neu congelada")
5. Góa (intervinguts de Febrer - intervinguts de Març, "mes de Góa", vegeu Nór)
6. Einmánuður (intervinguts de Març - intervinguts d'Abril, "lone" o "mes solitari")

- Náttleysi ("Dies sense nits")

1. Harpa (intervinguts d'Abril - intervinguts de Maig, Harpa és un nom femení, probablement el d'una deessa oblidada, el primer dia de l'Harpa se celebra el Sumardagurinn fyrsti - primer dia de l'estiu)
2. Skerpla (intervinguts de Maig - intervinguts de Juny, una altra deessa oblidada)
3. Sólmánuður (intervinguts de Juny - intervinguts de Julio, "mes del sol")
4. Heyannir (intervinguts de Julio - intervinguts d'Agost, "mes del fenc")
5. Tvímánuður (intervinguts d'Agost - intervinguts de Setembre, "dos" o "segon mes")
6. Haustmánuður (intervinguts de Setembre - intervinguts d'Octubre, "mes de la tardor")